# Johnny Rodgers
College Football Hall of Fame 2000
(en) Statistiques sur pro-football-reference
Johnny Rodgers (né le 5 juillet 1951) est un joueur américain de football canadien et de football américain. Lauréat du trophée Heisman en 1972, il a joué quatre saisons dans la Ligue canadienne de football (LCF) avec les Alouettes de Montréal, et deux saisons avec les Chargers de San Diego de la National Football League.

## Carrière

### Jeunesse et carrière universitaire
Né à Omaha (Nebraska), Johnny Rodgers a fréquenté la Omaha Technical High School de la ville de 1966 à 1969 où il a brillé en football américain. En 1970, il rejoint l'équipe universitaire de l'université du Nebraska à Lincoln, les Cornhuskers, membres de la Big 8 Conference, pour laquelle il devient une vedette. Il évoluait à la position de wingback, une variation de la position de demi offensif où le joueur se place à l'extrémité de la ligne offensive et légèrement en retrait. De cette position, il était une menace autant comme porteur de ballon que comme receveur de passes. Il était aussi fréquemment utilisé comme spécialiste des retours de bottés. À sa première saison, il aide son club à remporter le match de l'Orange Bowl contre les Tigers de Louisiana State. Le 25 novembre 1971, il devient une vedette nationale grâce à sa performance lors d'un match contre les Sooners de l'Oklahoma, grands rivaux des Cornhuskers. Ce match, qui a été appelé le match du siècle (en), a été marqué par un touché de Rodgers sur un retour de botté de dégagement de 72 verges (yards en Europe) qui est encore dans les mémoires comme un des moments marquants du football collégial américain. À la fin de la saison, son club remporte une nouvelle fois l'Orange Bowl, cette fois contre le Crimson Tide de l'Alabama, et Rodgers marque un touché tout en étant le meilleur receveur de passes du match avec quatre réceptions pour 84 verges.
En 1972, pour sa dernière saison universitaire, Rodgers est une vedette établie, et est surnommé « The Jet ». Son club remporte pour une troisième fois de suite l’Orange Bowl, cette fois contre les Fighting Irish de Notre Dame, et Rodgers est la grande vedette avec quatre touchés marqués en plus d'un passe de touché réussie. Un peu plus tôt en décembre, il avait été nommé vainqueur du trophée Heisman, couronnant le meilleur joueur universitaire de l'année aux États-Unis. Cette nomination a été quelque peu controversée en raison de ses démêlés avec la justice et de sa personnalité flamboyante. Il a aussi remporté le prix Walter Camp, aussi attribué au meilleur joueur universitaire mais selon un autre jury.

### Dans la Ligue canadienne de football
Au repêchage de la NFL de 1973, tenu les 30 et 31 janvier, Rodgers est réclamé au 25e rang par les Chargers de San Diego. Cependant, les Alouettes de Montréal de la Ligue canadienne de football sont aussi intéressés à l'obtenir, car ils essaient de réussir un grand coup comme les Argonauts de Toronto qui avaient obtenu le quart-arrière Joe Theismann. Les efforts du directeur du développement des joueurs J.I. Albrecht et de l'entraîneur-chef Marv Levy portent fruit et, en mai 1973, Rogers accepte l'offre des Alouettes, et devient ainsi le joueur le mieux payé de l'histoire du club.
Dès sa première saison avec Montréal, en 1973, Rodgers est le meilleur receveur de passes de l'Est avec 41 réceptions, et est choisi sur l'équipe d'étoiles de la ligue, en plus d'être nommé recrue de l'année. L'année suivante, il est de nouveau nommé sur l'équipe d'étoiles, et remporte le trophée Jeff-Russel comme meilleur joueur de la division Est. 1974 est également la seule année où il remporte la coupe Grey. En 1975, il est encore nommé sur l'équipe d'étoiles de la ligue et vainqueur du trophée Jeff-Russel, tout en marquant douze touchés pour les Alouettes qui perdirent le match de la coupe Grey dans la dernière minute. L'année suivante, sa dernière à Montréal, le nombre de courses faites par Rodgers diminue beaucoup. Il n'a que 20 tentatives, alors qu'il avait couru en moyenne 65 fois par saison les années précédentes. Il demeure cependant parmi les meilleurs receveurs de passe et est nommé sur l'équipe d'étoiles de la division Est.

### Départ vers la NFL
Après la saison 1976, les relations entre Rodgers et la direction des Alouettes s'enveniment et les discussions pour arriver à un nouveau contrat n'aboutissent pas. De plus, Rodgers est impatient de voir ce qu'il peut faire dans la NFL. En janvier 1977, il signe donc un contrat avec les Chargers de San Diego, l'équipe qui l'avait repêché quatre ans plus tôt.
Cependant sa carrière à San Diego n'est pas à la hauteur des espérances. En 1977, sa saison est limitée à 11 matchs à cause d'une blessure à la jambe et il est loin des meneurs de l'équipe dans les statistiques. L’année suivante est encore pire, puisqu'il ne joue que six matchs ; un coéquipier marche sur son pied durant un entraînement, lui causant une blessure qui met plusieurs années à guérir et met effectivement fin à sa carrière.

## En dehors du sport
Johnny Rodgers n'a jamais connu son vrai père. Il a été condamné pour différents délits dans sa jeunesse. Il a commis une tentative de vol à main armée dans un poste d'essence en 1971. Après sa carrière sportive, Johnny Rodgers a entrepris une carrière dans les affaires et l'immobilier et fait du mentorat pour des jeunes athlètes qui ont quitté l'école. En 1987 il est reconnu coupable d'avoir menacé d'une arme à feu un employé du câble qui venait débrancher son service pour défaut de paiement.

## Trophées et honneurs
- Trophée Heisman : 1972
- Recrue par excellence de la Ligue canadienne de football : 1973
- Équipe d'étoiles de la division Est : 1973, 1974, 1975, 1976
- Équipe d'étoiles de la Ligue canadienne de football : 1973, 1974, 1975
- Trophée Jeff-Russel de joueur le plus utile à son équipe dans la division Est : 1974, 1975
- Intronisé au College Football Hall of Fame en 2000[2]
- Intronisé au Omaha Sports Hall of Fame en 2007[1]